# Janez Kocijančič
To je članek o slovenskem politiku in športnem funkcionarju. Za članek o partizanu s podobnim imenom, glej Janez Kocjančič.
Janez Kocijančič, slovenski politik, poslanec in pravnik, * 20. oktober 1941, † 1. junij 2020, Ljubljana.

## Študij in delo
Janez Kocijančič je leta 1965 diplomiral, leta 1974 magistriral in leta 2010 doktoriral z disertacijo Pravna doktrina in praksa na področju športa v Evropski uniji na Pravni fakulteti Univerze v Ljubljani. Bil je predsednik univerzitetnega odbora Zveze študentov ljubljanske univerze (1961–63), predsednik CK Zveze socialistične mladine Slovenije (1966–68) in predsednik Zveze socialistične mladine Jugoslavije (1968–71). Predvsem v srbskih medijih je bil večkrat obtožen, da je med študentskimi demonstracijami leta 1968 zahteval, da jih oblast zaustavi s silo. Bil je minister v vladi Staneta Kavčiča. Kot tesni sodelavec Kavčiča je bil odstranjen s političnega prizorišča po padcu Kavčičeve vlade leta 1973. Od takrat je deloval v gospodarstvu, in sicer najprej je vodil podjetje Interexport, od leta 1982 do 1993 pa je bil direktor Adrie Airways, ki je pod njegovim vodstvom močno razširila floto in širino poslovanja. Podjetje se je v tem času precej zadolžilo, vendar se je izboljšalo tudi tekoče poslovanje. Po tem času se je ukvarjal s poslovnim lobiranjem in svetovanjem. Sam ni maral izraza lobiranje: »Nisem lobist, ne prodajam vpliva, prodajam znanje.« Z ženo je imel v Sloveniji družbo J K Svetovanje, d.o.o., v New Yorku pa družbo Jan Consulting, Inc. Med drugim je svetoval oz. lobiral za hrvaška poslovneža Emila Tedeschija (Atlantic Grupa) in Anteja Vlahovića (Adris grupa).

## Politika
V osemdesetih letih, ki jih je zaznamovala liberalnejša politika Zveze komunistov, se je vrnil v politiko, kjer je tesno sodeloval z Milanom Kučanom. Zavzemal se je za pravice albanskega prebivalstva na Kosovu in javno podpiral kosovskega politika Azema Vllasija, kar je pomenilo, da je bil pod stalnim nadzorom vojaške policije. Ko se je Zveza komunistov Slovenije - Stranka demokratične prenove leta 1993 združila z Delavsko stranko, Socialdemokratsko unijo (SDU) in dvema močnima skupinama iz tedanje Socialistične stranke in Demokratične stranke upokojencev in se preimenovala v Združeno listo socialnih demokratov, je postal njen predsednik. Po končanem mandatu leta 1997 ni ponovno kandidiral za predsednika, ker stranka ni dosegla načrtovanega volilnega rezultata. Bil je tudi predsednik Sveta RTV Slovenija. 
Leta 1993 je postal član 1. državnega zbora Republike Slovenije, ko je zamenjal Rada Bohinca; v tem mandatu je bil član naslednjih delovnih teles:
- Odbor za finance in kreditno–monetarno politiko (do 7. februarja 1996) in od 28. maja 1996)
- Odbor za mednarodne odnose (do 7. februarja 1996 in od 28. maja 1996)
- Odbor za notranjo politiko in pravosodje (do 7. februarja 1996 in od 28. maja 1996)

Leta 2004 je soustanovil politično društvo Forum 21.

## Šport
Od leta 1974 do 1984 je bil predsednik Smučarske zveze Slovenije, od leta 1984 do 1988 pa Smučarske zveze Jugoslavije. V tem času največjih uspehov slovenskih smučarjev v svetu je tesno sodeloval z Tonetom Vogrincem. Od leta 1981 je bil član predsedstva Mednarodne smučarske organizacije (FIS), od leta 2010 njen podpredsednik. 
Od leta 1991 je bil 6 mandatov predsednik Olimpijskega komiteja Slovenije (do decembra 2014), od leta 2005 tudi član izvršilnega odbora Evropskih olimpijskih komitejev. Od leta 2013 do 2016 je bil podpredsednik Evropskih olimpijskih komitejev (EOC), 2017 pa je bil soglasno izvoljen za predsednika Evropskih olimpijskih komitejev.

## Družina
Janez je sin Borisa Kocijančiča, predvojnega pravnika, partizana in ministra v prvi slovenski povojni vladi, in Kriste Kocijančič (roj. Pestotnik), pediatrinje (1916–2011). Poročen je z Andrejo Kocijančič, njun sin je filozof in prevajalec Gorazd Kocijančič, hči pa profesorica na Filozofski fakulteti Nike K. Pokorn.

## Nagrade in priznanja
- Bloudkova nagrada (1985)
- nagrada Gospodarske zbornice Slovenije (dotlej Kraigherjeva nagrada) (1990)
- prejemnik nagrade kralja Olafa (King Olav Trophy) (2014)
- red za zasluge sredozemskih iger (2017)
- Častni meščan Ljubljane (2018)
- srebrni red Mednarodnega olimpijskega komiteja (2020, posthumno)[14]
- častni predsednik Smučarske zveze Slovenije (2020, posthumno)[15]
- red zaslug Evropskega olimpijskega komiteja (2020, posthumno)[16]

## Zanimivosti
V krogih publicistov je bil znan pod vzdevkom Kocka, ki mu ga je menda zaradi priimka nadela javnost.
Nacionalni olimpijski komite Kosova je junija 2020 v čast Janezu Kocijančič posadil drevo v Prištini ob mednarodnemu dnevu okolja.